# Llengües chinook
Les llengües chinook són una petita família de llengües parlades a Oregon i Washington, Estats Units, al llarg del Riu Columbia pels nadius de l'ètnia chinook. La família chinook ha estat classificada dins de la macrofamília penutiana.
El Chinook jargon (argot chinook), a vegades conegut com (tsinúk) wáwa, és un pidgin fonamentat en el chinook i amb moltes paraules prestades d'altres llengües, prèviament usades en el comerç al llarg de la costa nord-oest d'Amèrica del Nord.

## Classificació

### Classificació interna
La família chinook consta de tres llengües amb múltiples dialectes:
1. Kathlamet (també conegut com a Katlamat i Cathlamet), actualment extingit (†). El Kathlamet va ser parlat al nord-oest d'Oregon als marges del baix riu Columbia. Ha estat classificat com a dialecte de l'alt chinook (o chinook mitjà), però no són llengües mútuament intel·ligibles.
2. Baix chinook chh (també anomenat chinook de la Costa), 12 parlants (1996).[2]
  - El clatsop fou parlat al nord-oest d'Oregon en la desembocadura del riu Columbia i a les Clatsop Plains (†). 
  - Shoalwater (chinook pròpiament dit), actualment extinguit (†), fou parlat al sud-oest de Washington a la Badia Willapa.
3. Alt chinook wac (també kiksht o chinook de Columbia) 69 parlants (1990).[3]
  - Cascades, actualment extingit (†). 
  - Clackamas, també extingit (†). Parlat al nord-oest d'Oregon, al llarg dels rius Clackamas i Sandy.
  - Riu Hood, extingit (†).
  - Multnomah (†) a l'illa Sauvie i a l'àrea de Portland (Oregon).
  - Wasco-Wishram, greument amenaçada. 

Wasco, amb cinc parlants actualment.[4]
Wishram, amb dos parlants.
  - White Salmon, extingit (†).